# Chamaita barnardi
Chamaita barnardi là một loài bướm đêm thuộc phân họ Arctiinae, họ Erebidae.